# سبانتكس الرحلة 995
سبانتكس الرحلة 995 طائرة ماكدونل دوغلاس دي سي-10-30CF كانت تحمل علي متنها 381 راكبا و13 من أفراد الطاقم في رحلة طيران من مدريد إلى نيويورك عبر مالقة في 13 سبتمبر 1982 بقيادة الكابتن خوان بيريز البالغ من العمر 55 عاما ذات خبرة طيران للشركة لمدة 16 عاما والمساعد أول كيساري دي أنجليس البالغ من العمر 33 عاما ذات خبرة طيران للشركة لمدة 9 سنوات ومهندس الرحلة غارسيا موليت البالغ من العمر 53 عاما ذات خبرة طيران للشركة لمدة 19 عاما وبعد الإقلاع فشلت عجلات عدة الهبوط الأيمن وإهتزت الطائرة بعد الإقلاع وفقد الطاقم السيطرة علي الطائرة بسبب فشل كتيبة إعدادت الطوارئ في حل أزمات تعطل عدة الهبوط ونقص في التدريب على إخفاقات العجلات وعبرت الطائرة بطريق مالقة-توريمولينوس السريع وأصطدمت الطائرة بخمس عشرة سيارة قبل تحطم الطائرة بالنيران فوق سد سكة حديدية للقطارات وتمت عملية إخلاء طارئة للركاب والطاقم ولكن 47 راكبا و3 من مضيفات الطيران ماتوا بسبب الحروق والدخان ونجا 344 شخصا علي متن الطائرة منهم 110 ركاب بجراح طفيفة.

## تسجيل الراكب كارلتون مالوني الصوتي
الراكب كارلتون مالوني البالغ من العمر 30 عاما أخصائي السمع والبصر في جامعة باس سجل اهتزاز الطائرة بتسجيله الصوتي وكانت هناك سلسلة من التسجيلات سجلت الإقلاع فقط ولم يعطي الراكب كارلتون مالوني تسجيله الصوتي للتحقيقات في الحادثة وفي 26 مارس 2010 بعد 28 عاما من الحادثة أعطي الراكب كارلتون مالوني تسجيله الصوتي للشخصية الإذاعية ستيف دهل في شيكاغو ونشر التسجيل الصوتي في الإذاعة حول الولايات المتحدة باستخدام تدوين صوتي.